# Mûrs-Erigné
Mûrs-Erigné [myʁ eʁiɲe]  est une commune française située dans le département de Maine-et-Loire, en région Pays de la Loire.
Ses habitants sont appelés les Érimurois ou Éri-mûrois.

## Géographie

### Localisation
Commune angevine, Mûrs-Erigné est située sur la rive gauche de la Loire, en périphérie sud d'Angers.

### Hydrographie
La commune est bordée au nord par le bras principal de la Loire. Elle est traversée d'est en ouest, au nord de l'agglomération, par le Louet, bras de la Loire et, au sud de celle-ci, par l'Aubance.

### Climat
Pour des articles plus généraux, voir Climat des Pays de la Loire et Climat de Maine-et-Loire.
En 2010, le climat de la commune est de type climat océanique altéré, selon une étude du CNRS s'appuyant sur une série de données couvrant la période 1971-2000. En 2020, Météo-France publie une typologie des climats de la France métropolitaine dans laquelle la commune est exposée à un climat océanique et est dans la région climatique Moyenne vallée de la Loire, caractérisée par une bonne insolation (1 850 h/an) et un été peu pluvieux.
Pour la période 1971-2000, la température annuelle moyenne est de 12 °C, avec une amplitude thermique annuelle de 14,3 °C. Le cumul annuel moyen de précipitations est de 626 mm, avec 11,3 jours de précipitations en janvier et 5,9 jours en juillet. Pour la période 1991-2020, la température moyenne annuelle observée sur la station météorologique de Météo-France la plus proche, sur la commune de Beaucouzé à 11 km à vol d'oiseau, est de 12,6 °C et le cumul annuel moyen de précipitations est de 709,3 mm,. Pour l'avenir, les paramètres climatiques de la commune estimés pour 2050 selon différents scénarios d'émission de gaz à effet de serre sont consultables sur un site dédié publié par Météo-France en novembre 2022.

## Urbanisme

### Typologie
Au 1er janvier 2024, Mûrs-Erigné est catégorisée ceinture urbaine, selon la nouvelle grille communale de densité à sept niveaux définie par l'Insee en 2022.
Elle appartient à l'unité urbaine d'Angers, une agglomération intra-départementale regroupant douze  communes, dont elle est une commune de la banlieue,,. Par ailleurs la commune fait partie de l'aire d'attraction d'Angers, dont elle est une commune de la couronne,. Cette aire, qui regroupe 81 communes, est catégorisée dans les aires de 200 000 à moins de 700 000 habitants,.

### Occupation des sols
L'occupation des sols de la commune, telle qu'elle ressort de la base de données européenne d’occupation biophysique des sols Corine Land Cover (CLC), est marquée par l'importance des territoires agricoles (79,8 % en 2018), en diminution par rapport à 1990 (83,5 %). La répartition détaillée en 2018 est la suivante : 
prairies (36,5 %), terres arables (25,9 %), zones agricoles hétérogènes (17,2 %), zones urbanisées (14,9 %), forêts (3,1 %), espaces verts artificialisés, non agricoles (1,4 %), eaux continentales (0,8 %), cultures permanentes (0,3 %). L'évolution de l’occupation des sols de la commune et de ses infrastructures peut être observée sur les différentes représentations cartographiques du territoire : la carte de Cassini (XVIIIe siècle), la carte d'état-major (1820-1866) et les cartes ou photos aériennes de l'IGN pour la période actuelle (1950 à aujourd'hui).

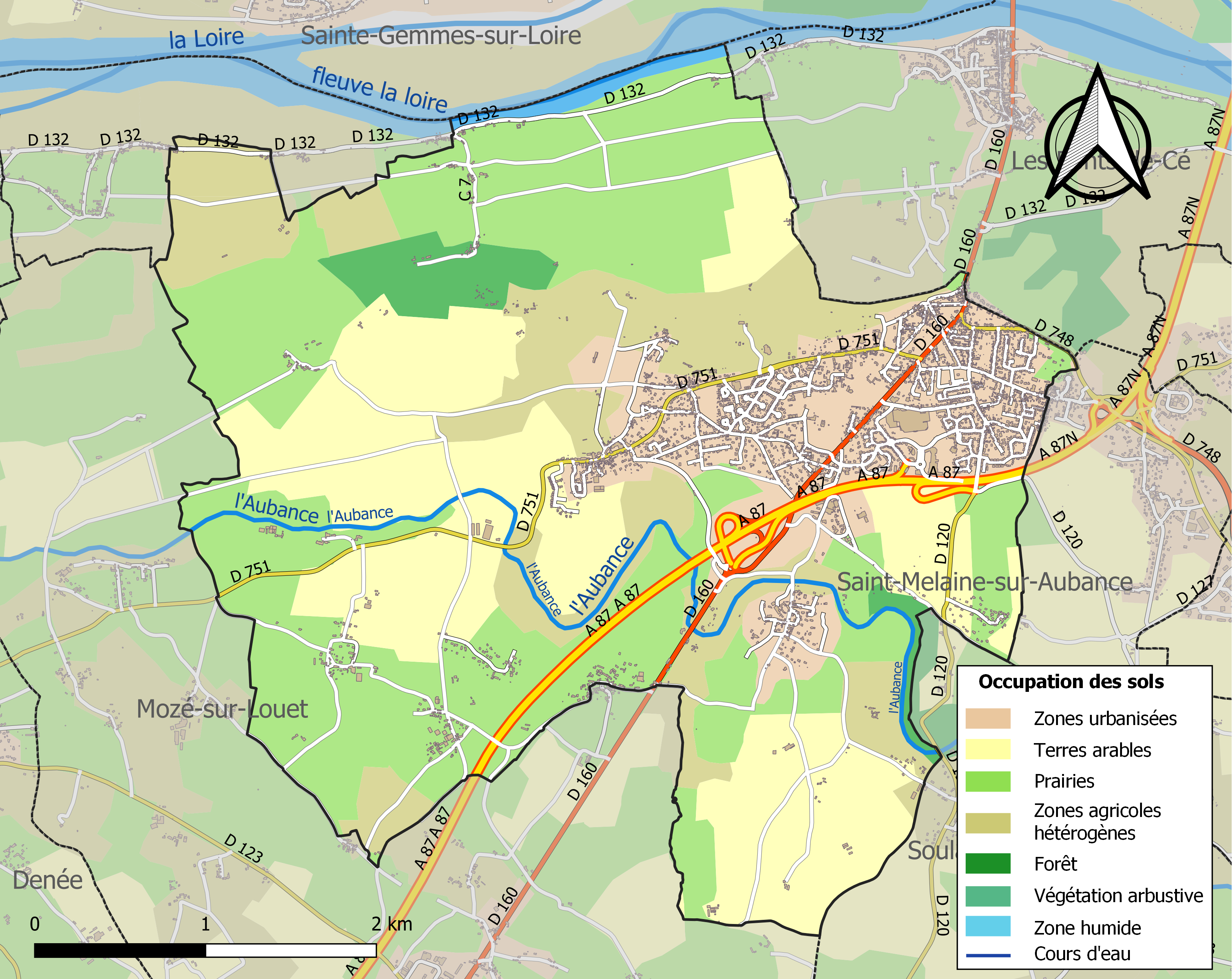
Carte des infrastructures et de l'occupation des sols de la commune en 2018 (CLC).

### Voies de communication et transports
La commune est desservie par l'autoroute A87N avec trois sorties :
- 22 Erigné ;
- 22.1 Mûrs-Erigné, centres commerciaux ;
- 23 Mûrs.

Réseau de transport IRIGO :
- ligne 3 de IRIGO (par les Ponts de cé) ;
- ligne E23 de IRIGO (liaison expresse par la rocade A87N).

## Toponymie
Mûrs : Attestée sous les formes Ecclesia Sancti Venantii de Muris vers 1090, Meurs, Mûrs jusqu'en 1953. Le mot mur vient du latin murus qui désignait un rempart, un mur d'enceinte et de défense.
Erigné : Attestée sous les formes Sanctus Petrus de Adrinniaco en 1090, Arigniaco et Presbitero de Arignero en 1140, Aregneium en 1212, Arigné en 1240. Erigné vient du nom d'homme Arenius ou Arinius, suivi du suffixe -acum.

## Histoire

### Antiquité
Des traces de vie préhistorique et gallo-romaine sont identifiées dans la commune.

### Moyen Âge
L'église Saint-Pierre d'Érigné date du XVe siècle et se situe à proximité du parc Saint-Pierre et du parc du Jau.

### Révolution et Empire

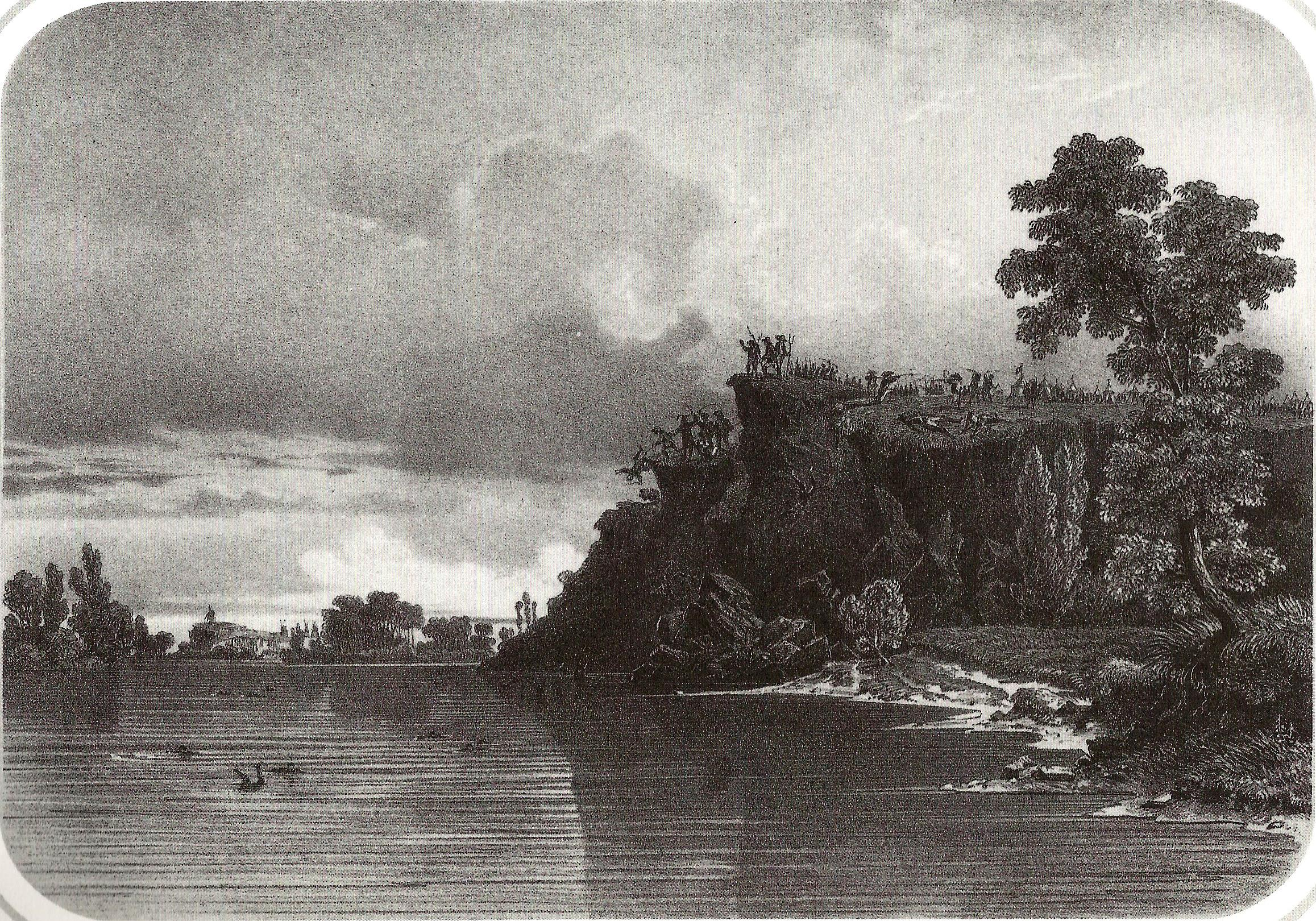
La Roche de Mûrs, gravure de Thomas Drake, 1856.

Le 26 juillet 1793, le camp de la Roche-de-Mûrs est pris d'assaut par les Vendéens lors de la bataille des Ponts-de-Cé. Plusieurs volontaires parisiens se jettent alors dans le Louet et se noient en essayant de fuir. La légende a retenu le bilan de 600 morts du côté des républicains, mais le nombre des tués est plus probablement de 88 d'après les historiens.

### Époque contemporaine
En 1887, Victor Jeanvrot, franc-maçon et conseiller à la Cour d'appel d'Angers, lance un appel à une souscription pour commémorer le sacrifice des volontaires parisiens et édifier sur « un des rares points culminants de la région qui aient échappé aux investigations » des cléricaux « resplendissant et radieux, le monument de la liberté ». La ville de Paris s'associe à cette souscription à laquelle s'associe, sur le rapport fait par Alfred Lamouroux au cours de la session du Conseil général de la Seine. Ce rapport affirme aussi que l'épouse du commandant Bourgeois préféra se jeter dans la Loire avec son enfant dans les bras plutôt que de se rendre aux Vendéens qui lui promettaient la vie sauve si elle criait « Vive le Roi ! ». En 1891, un monument est élevé sur les hauteurs de la Roche-de-Mûrs.

#### Entre-deux-guerres
Dans les années 1930, le tramway Angers - Mûrs-Erigné permet aux Angevins de profiter des bords du Louet.

#### Seconde Guerre mondiale
Le 19 juin 1940, les forces allemandes arrivent aux Ponts-de-Cé sans pouvoir franchir la Loire dont le pont principal a été partiellement détruit. De la rive droite de la Loire, son artillerie tente d'affaiblir le dispositif de défense de l'autre rîve. Mûrs-Erigné n'échappe pas à ces bombardements. Ceux-ci font un soldat tué dans la commune.

#### Trente Glorieuses
Le 13 août 1953, Mûrs devient Mûrs-Erigné.

## Politique et administration

### Administration municipale
| Période                                  | Période                       | Identité                        | Étiquette    | Qualité                                                                              |
| ---------------------------------------- | ----------------------------- | ------------------------------- | ------------ | ------------------------------------------------------------------------------------ |
| 1790                                     |                               | Ant. Allaneau                   |              |                                                                                      |
| 1800                                     |                               | Pierre-Nicolas Simonnet         |              |                                                                                      |
| 1810                                     |                               | Louis-Georges-Joseph Vaullée    |              |                                                                                      |
| 1826                                     |                               | Frison de la Motte              |              |                                                                                      |
| 1838                                     | 1845 (décès)                  | Pierre-René Vétault             |              |                                                                                      |
| 1846                                     |                               | André-Félix Lauriou             |              |                                                                                      |
| 1851                                     |                               | Pierre-Georges-Ferdinand Richou |              |                                                                                      |
| 1858                                     |                               | Charles Chauvin                 |              |                                                                                      |
| 1878                                     |                               | Aimé de Soland                  |              |                                                                                      |
| 1892                                     | 1901 (décès)                  | Émile Giffard                   |              | Pharmacien liquoriste, créateur de l'entreprise Giffard Juge au tribunal du commerce |
| 1904                                     |                               | Gustave Grimault                |              |                                                                                      |
| 1925                                     |                               | Pierre Bonnamy                  |              |                                                                                      |
| 1935                                     |                               | Gérard Allory                   |              |                                                                                      |
| 1945                                     | mars 1965                     | Joseph Cherbonneau              | UNR          | Viticulteur Conseiller général des Ponts-de-Cé (1961 → 1965)                         |
| mars 1965                                | mars 1977                     | Henri Richard                   |              | Peintre-carrossier, ancien premier adjoint                                           |
| mars 1977                                | mars 1983                     | Raoul Monnier                   |              | Directeur de supermarché                                                             |
| mars 1983                                | mars 1989                     | Alphonse Morineau (1925-2017)   |              | Cadre administratif Premier adjoint au maire (1977 → 1983)                           |
| mars 1989                                | octobre 1990 (démission)      | Annie Fayaud                    |              |                                                                                      |
| novembre 1990,                           | juin 1995                     | André Chevet                    |              | Chargé de mission Adjoint au maire (1977 → 1989)                                     |
| juin 1995                                | mars 2014                     | Philippe Bodard                 | PS puis EELV | Enseignant Conseiller général des Ponts-de-Cé (2004 → 2015)                          |
| mars 2014                                | janvier 2022                  | Damien Coiffard,                | DVD          | Ingénieur conseil                                                                    |
| janvier 2022                             | En cours (au 21 janvier 2022) | Jérôme Foyer                    | LÉ           | Gérant d’entreprises Élu lors d'une élection municipale partielle                    |
| Les données manquantes sont à compléter. |                               |                                 |              |                                                                                      |

### Jumelages
Villes avec lesquelles la commune est jumelée :
- Tudela de Duero (Espagne) depuis 1991
- Cornu (Roumanie) depuis 1995
- Egeln (Allemagne) depuis 1998
- Bzenec (Tchéquie) depuis 2001

### Intercommunalité
La commune est intégrée à la communauté urbaine Angers Loire Métropole, elle-même membre du syndicat mixte Pôle métropolitain Loire Angers.

## Population et société

### Démographie

#### Évolution démographique
L'évolution du nombre d'habitants est connue à travers les recensements de la population effectués dans la commune depuis 1793. Pour les communes de moins de 10 000 habitants, une enquête de recensement portant sur toute la population est réalisée tous les cinq ans, les populations de référence des années intermédiaires étant quant à elles estimées par interpolation ou extrapolation. Pour la commune, le premier recensement exhaustif entrant dans le cadre du nouveau dispositif a été réalisé en 2007.

En 2022, la commune comptait 6 172 habitants, en évolution de +13,19 % par rapport à 2016 (Maine-et-Loire : +2,12 %, France hors Mayotte : +2,11 %).
| 1793  | 1800  | 1806  | 1821  | 1831  | 1836  | 1841  | 1846  | 1851  |
| ----- | ----- | ----- | ----- | ----- | ----- | ----- | ----- | ----- |
| 1 380 | 1 391 | 1 393 | 1 642 | 1 704 | 1 658 | 1 620 | 1 631 | 1 669 |

| 1856  | 1861  | 1866  | 1872  | 1876  | 1881  | 1886  | 1891  | 1896  |
| ----- | ----- | ----- | ----- | ----- | ----- | ----- | ----- | ----- |
| 1 614 | 1 581 | 1 514 | 1 411 | 1 365 | 1 388 | 1 334 | 1 308 | 1 259 |

| 1901  | 1906  | 1911  | 1921  | 1926  | 1931  | 1936  | 1946  | 1954  |
| ----- | ----- | ----- | ----- | ----- | ----- | ----- | ----- | ----- |
| 1 251 | 1 219 | 1 169 | 1 116 | 1 150 | 1 171 | 1 228 | 1 300 | 1 635 |

| 1962  | 1968  | 1975  | 1982  | 1990  | 1999  | 2006  | 2007  | 2012  |
| ----- | ----- | ----- | ----- | ----- | ----- | ----- | ----- | ----- |
| 2 131 | 2 186 | 2 621 | 3 275 | 4 224 | 5 115 | 5 287 | 5 305 | 5 370 |

| 2017  | 2022  | - | - | - | - | - | - | - |
| ----- | ----- | - | - | - | - | - | - | - |
| 5 522 | 6 172 | - | - | - | - | - | - | - |

#### Pyramide des âges
La population de la commune est plus âgée que celle du département.
En 2021, le taux de personnes d'un âge inférieur à 30 ans s'élève à 33,6 %, soit en dessous de la moyenne départementale (36,7 %). À l'inverse, le taux de personnes d'âge supérieur à 60 ans est de 29,6 % la même année, alors qu'il est de 26,5 % au niveau départemental.
En 2021, la commune comptait 2 876 hommes pour 3 059 femmes, soit un taux de 51,54 % de femmes, légèrement supérieur au taux départemental (51,4 %).
Les pyramides des âges de la commune et du département s'établissent comme suit.
| Hommes | Classe d’âge | Femmes |
| ------ | ------------ | ------ |
| 1      | 90 ou +      | 1,8    |
| 7,5    | 75-89 ans    | 9,8    |
| 19,2   | 60-74 ans    | 19,8   |
| 18,5   | 45-59 ans    | 18,8   |
| 18,2   | 30-44 ans    | 18,2   |
| 16,7   | 15-29 ans    | 14,6   |
| 19     | 0-14 ans     | 17,1   |

| Hommes | Classe d’âge | Femmes |
| ------ | ------------ | ------ |
| 0,9    | 90 ou +      | 2,1    |
| 7      | 75-89 ans    | 9,5    |
| 16,2   | 60-74 ans    | 16,9   |
| 19,4   | 45-59 ans    | 18,7   |
| 18,2   | 30-44 ans    | 17,5   |
| 18,8   | 15-29 ans    | 17,6   |
| 19,5   | 0-14 ans     | 17,6   |

### Enseignement
En enseignement du premier degré, la commune dispose de trois groupes scolaires : le groupe Charles Perrault - Marie Curie et le groupe Bellevue, écoles publiques, et le groupe privé Saint-Pierre. Un accueil périscolaire est présent dans chacun des établissements.

### Sports
On trouve sur la commune plusieurs sites d'équipements sportifs : le complexe des Grands Moulins comprenant un gymnase et une salle de musculation ; le complexe Myriam Charrier comprenant un gymnase, un dojo, une salle tennis de table, deux terrains de tennis extérieurs ; le stade des Varennes comprenant quatre terrains de football ; une salle de tennis comprenant deux terrains de tennis ; auxquels on peut ajouter le terrain de basket et le mini terrain de foot de Bellevue ainsi que le terrain de tennis Pierre Levesque.
Plusieurs activités sportives y sont pratiquées : des activités gérées par l'association ASI omnisports (basket, culturisme, badminton, football, judo, tennis, tennis de table, tir à l'arc, volley-ball), l'équitation, la gymnastique, le judo et le ju-jitsu, etc. On y trouve aussi une société dans laquelle on pratique la boule de fort, le billard, la pétanque et le palet.

## Économie

### Tissu économique
Sur 338 établissements présents sur la commune à fin 2010, 5 % relevaient du secteur de l'agriculture (pour une moyenne de 17 % sur le département), 5 % du secteur de l'industrie, 8 % du secteur de la construction, 64 % de celui du commerce et des services et 18 % du secteur de l'administration et de la santé. Cinq ans plus tard, en 2015, sur les 416 établissements présents, 3 % relèvent du secteur de l'agriculture (pour une moyenne de 11 % sur le département), 4 % du secteur de l'industrie, 6 % de celui de la construction, 69 % du secteur du commerce et des services et 17 % de celui de l'administration et de la santé.

### Commerces
La ville accueille l'une des principales zones commerciales de l'agglomération d'Angers, baptisée Rive Sud.
Autour d'un centre commercial abritant un Hyper U (premier hypermarché du groupe Système U quant au chiffre d'affaires et second par la surface de vente) et une dizaine de boutiques, la zone compte dix moyennes surfaces (Feu Vert, La Halle, Chocolats Roland Réauté, Gifi...) ainsi qu'un restaurant Mc Donald's.

### Tourisme
- Le camping des Varennes situé dans le parc du même nom est un camping 2 étoiles.
- Le gîte La Garenne

La ville fait partie du Val de Loire inscrit sur la Liste du patrimoine mondial de l'UNESCO pour son paysage culturel depuis le 30 novembre 2000.

## Culture locale et patrimoine

### Lieux et monuments
- Centre culturel Jean-Carmet : le centre culturel de Mûrs-Erigné participe à l'action culturelle de l'agglomération d'Angers et propose des spectacles. Un certain nombre de salons et de festivals y sont organisés comme le festival Ça Chauffe, 9e édition en février 2017, ou le festival Couleurs Chansons[48].
- La médiathèque de Mûrs-Erigné est située dans le Centre Jean-Carmet.
- La Roche de Mûrs est situé derrière le centre Jean-Carmet.
- Église Saint-Venant de Mûrs, du XIXe siècle[49].
- Église Saint-Pierre d'Érigné, des XVIe, XVIIIe, XIXe et XXe siècles[50].

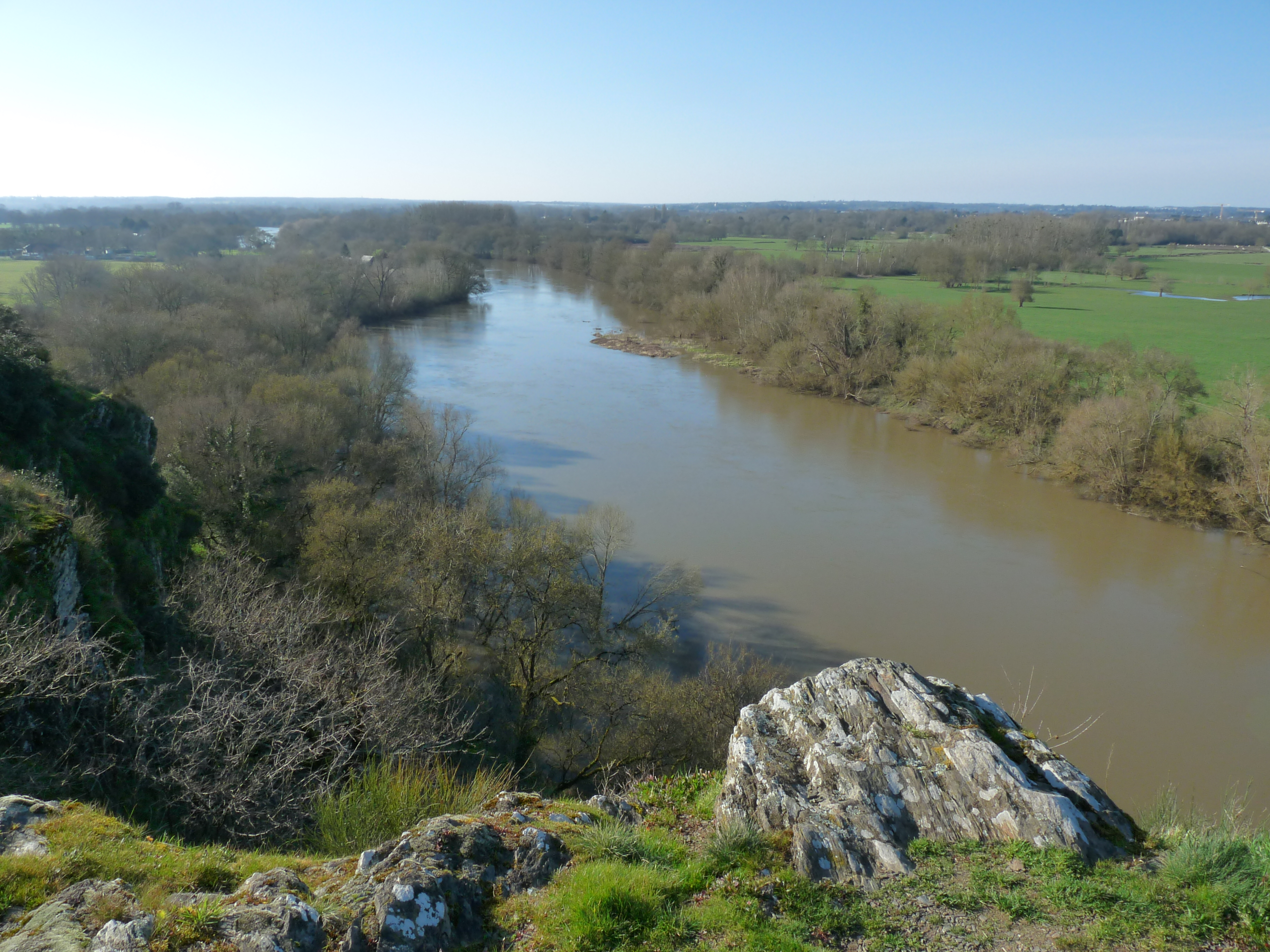
La Roche de Mûrs.
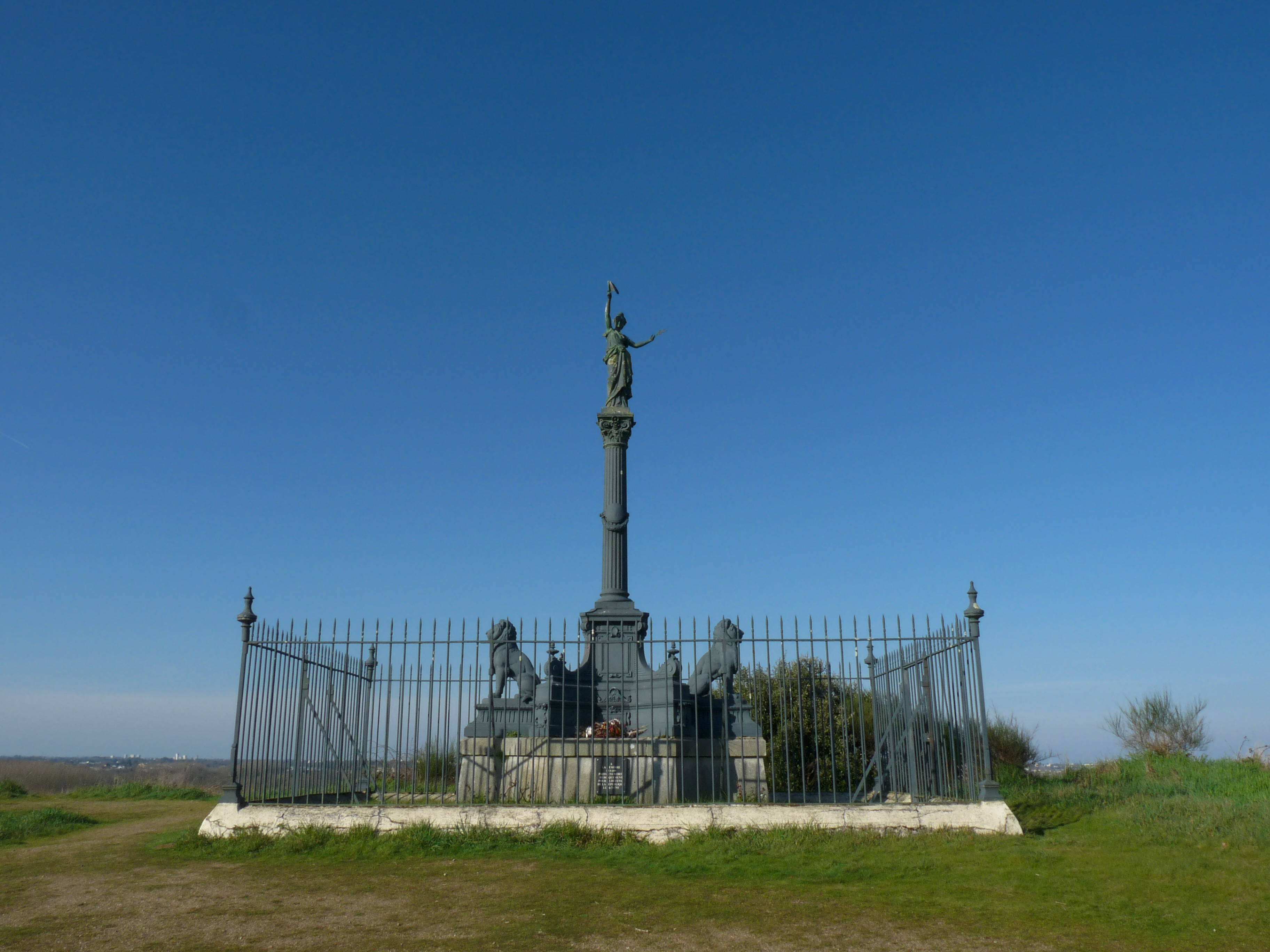
Le monument républicain de la Roche de Mûrs.
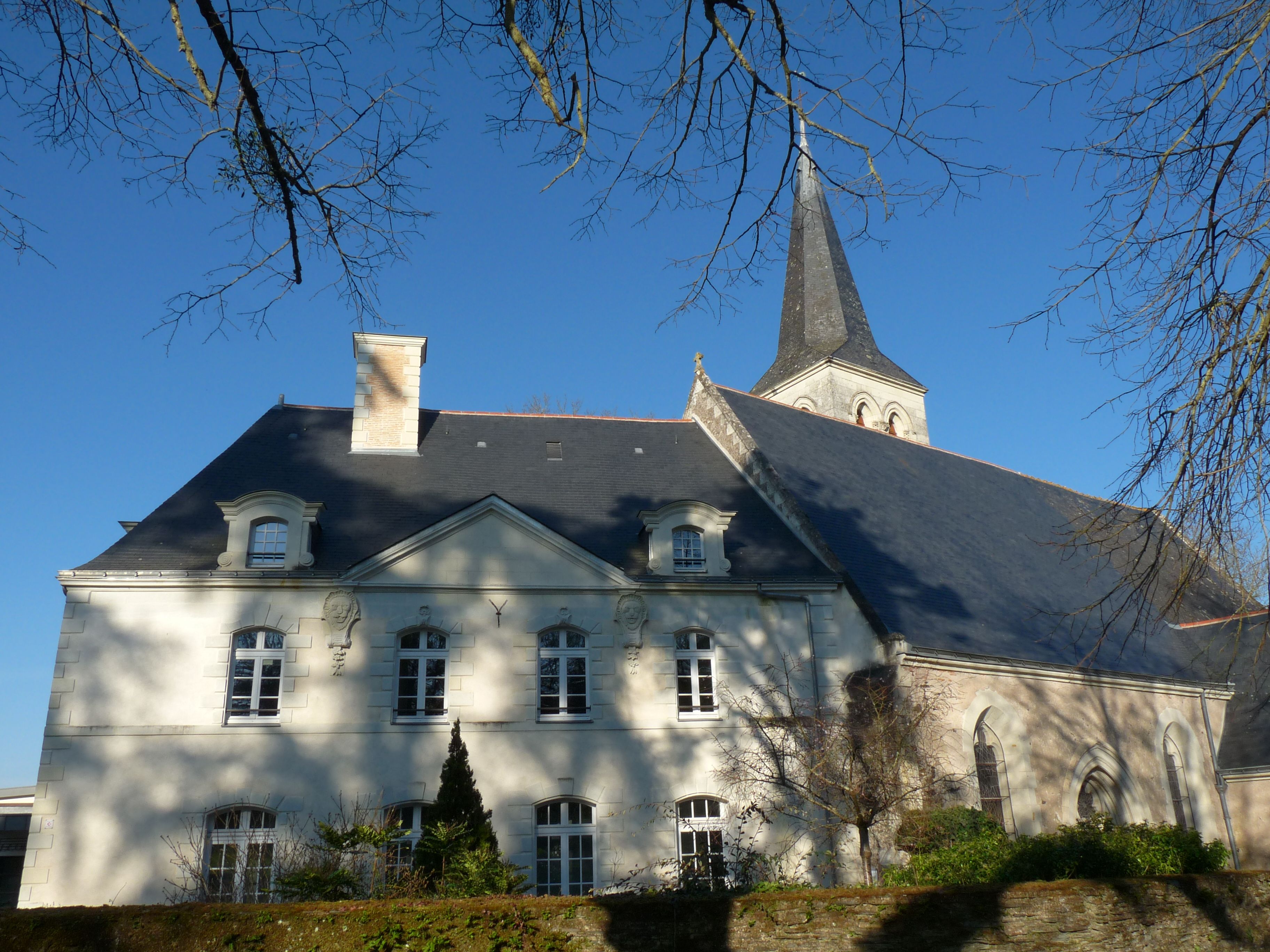
L'église Saint-Pierre d'Érigné.

### Personnalités liées à la commune
- Clément Mesnard (1732-1807), ecclésiastique député aux États généraux de 1789 né à Mûrs.
- Gustave Cordon (1854-1915), docteur en médecine et homme politique, né à Mûrs-Erigné.
- Maurice Brocco (1883-1965), cycliste sur route français décédé à Mûrs-Erigné.
- Cyril Soyer (1978-), judoka français formé au Judo Club de Mûrs-Erigné.

## Pour approfondir